# Adjectif distributif
Pour les articles homonymes, voir distributif.
Un adjectif distributif est un adjectif dérivé d'un nom de nombre (adjectif numéral) qui dans certaines langues exprime l'idée de « tant pour chacun », « tant à chaque fois », « tant par tant ».

## En latin

### Liste des formes
- unités : singuli « par 1 », bīni « par 2 », terni « par 3 », quaterni « par 4 », quīni « par 5 », sēni « par 6 », septēni « par 7 », octōnī « par 8 », novēni « par 9 »
- première dizaine : dēni « par 10 », undēni « par 11 », duodēni « par 12 », terni dēni « par 13 », quaterni dēni « par 14 », quīni dēni « par 15 », sēni dēni « par 16 », septēni dēni « par 17 », octōni dēni ou duodēvīcēni « par 18 », novēnī dēni ou undēvīcēni « par 19 »
- autres dizaines : vicēni « par 20 », vicēni singuli « par 21 », etc. ;  tricēnī « par 30 », quadrāgēnī « par 40 », quinquāgēnī « par 50 », sexāgēni « par 60 », septuāgēni « par 70 », octōgēni « par 80 », nonāgēni « par 90 »
- centaines : centēni « par 100 », ducēni « par 200 », trecēni « par 300 », quadringēni « par 400 », quingēni « par 500 », sescēni « par 600 », septingēni « par 700 », octingēni « par 800 », nongēni « par 900 »
- milliers : mīlia  par milliers ; singula mīlia « par 1000 », bīna mīlia « par 2000 », etc.

### Déclinaison
Les adjectifs distributifs latins ont tous le nombre pluriel et se déclinent sur le modèle de boni, -ae, -a. Toutefois, ils possèdent tous (sauf singuli, -ae, -a) un génitif en -um pour les trois genres (parfois -arum au féminin).

### Exemples
- Consules quinos milites vocaverunt : Les consuls firent venir chacun cinq soldats.
- Discipulis X singulos flores, praemia laboris, magister dedit : Le maître a donné à dix élèves une fleur à chacun, comme récompense de [leur] travail.
- Ita dies circiter quindecim iter fecerunt uti inter novissimum hostium agmen et nostrum primum non amplius quinis aut senis millibus passuum interesset : On fit route pendant environ quinze jours sans qu'il y eût plus de cinq ou six mille pas [chaque jour] entre l'arrière-garde de l'armée des ennemis et notre avant-garde. (César, La Guerre des Gaules, 1, 15, 5).
- Mergi pariunt terna : Les plongeons pondent trois œufs [ils pondent leurs œufs par trois].

### Emplois particuliers
Lorsqu'un adjectif distributif est employé avec un substantif qui n'a pas de singulier, il prend le sens du nombre cardinal correspondant. Ex :
- Trinas litteras misi, binas accepi : J'ai envoyé trois lettres, j'en ai reçu deux[1].

On emploie l'adjectif distributif dans une multiplication. Ex :
- Bis duodena sunt quattuor et viginti : Deux fois douze font vingt-quatre.

On trouve le distributif bini (au lieu de duo) dans les textes poétiques, lorsqu'il s'agit de paires :
- Bini boves : Les deux bœufs (une paire de bœufs).

## Sources
- Félix Gaffiot,  Méthode de langue latine pour la traduction des textes, Premier cycle, Armand Colin, Paris, 1911, pp.77-78, §91